# Banderes de senyalització marítima
Les banderes de senyalització marítima determinades pel Codi Internacional de Senyals permeten la comunicació entre vaixells, o entre vaixell i port, que permet representar lletres individuals de l'alfabet o altres missatges. Les banderes es poden usar de diferents maneres:
- Representant un missatge lletra per lletra amb una seqüència de banderes.
- Les banderes individuals tenen significats específics, com per exemple "la nau està en quarantena" o "la nau no es pot moure perquè té un bussejador sota".
- Una o més banderes esdevenen un símbol, el significat del qual cal buscar-lo en un llibre de codis compartit per les dues parts, per exemple hi ha usos específics a les curses de iots, o a les flotes militars, com les de l'OTAN.

## Banderes de lletres (amb significat del codi internacional)
| Bandera | Lletra (pronunciació) | Significat | Complement numèric |  |
| ------- | --------------------- | --- | --- |  |
|         | A (Alfa)              | "Bussejador sota la nau; cal mantenir-se apartat i reduir velocitat"                                                                                               | Amb tres numerals, azimut o rumb. |  |
|         | B (Bravo)             | "Nau carregant, descarregant o transportant matèries perilloses"                                                                                                   | |  |
|         | C (Charlie)           | "Afirmatiu." N i C juntes (No i Sí) es fan servir com a senyal d'emergència També es pot indicar amb tocs de sirena en codi morse.                                 | Amb tres numerals, rumb en graus. |  |
|         | D (Delta)             | "Nau amb dificultats de maniobra; cal mantenir-se apartat." | Amb dos, quatre, o sis numerals, data.                                                                                                 |  |
|         | E (Echo)              | "Nau canviant de rumb cap a estribord (a la dreta)." (compareu amb I = nau canviant de rumb cap a babord) També es pot indicar amb tocs de sirena en codi morse.   | |  |
|         | F (Foxtrot)           | "Nau sense control; demanant comunicació." | |  |
|         | G (Golf)              | "Demanant pilot de port." En vaixells de pesca: "Recollint les xarxes" (compareu amb Z = calant les xarxes)                                                        | |  |
|         | H (Hotel)             | "Pilot a bord de la nau." | |  |
|         | I (India)             | "Nau canviant de rumb cap a babord (a l'esquerra)." També es pot indicar amb tocs de sirena en codi morse. (compareu amb E = nau canviant de rumb cap a estribord) | |  |
|         | J (Juliet)            | "Foc a bord i càrrega perillosa; cal mantenir-se apartat." o "Nau està perdent càrrega perillosa; cal mantenir-se apartat."                                        | |  |
|         | K (Kilo)              | "Demanant comunicació." | Amb un numeral indica el sistema desitjat: 1) morse amb banderes o braços 2) megàfon 3) morse amb làmpada de senyals 4) senyals sonors |  |
|         | L (Lima)              | A port: "Nau en quarantena." Al mar: "Atureu la vostra nau ara mateix!"                                                                                            | |  |
|         | M (Mike)              | "La nau està aturada i no pot avançar." També es pot indicar amb tocs de sirena en codi morse.                                                                     | |  |
|         | N (November)          | "Negatiu." (resposta, o bé negant el senyal següent) N i C juntes (No i Sí) es fan servir com a senyal d'emergència                                                | |  |
|         | O (Oscar)             | "Home a l'aigua!" També es pot indicar amb tocs de sirena en codi morse.                                                                                           | |  |
|         | P (Papa)              | A port: Cridant tothom a bord, nau a punt de partir. En vaixells de pesca: "Atenció a les nostres xarxes!"                                                         | |  |
|         | Q (Quebec)            | "Nau sana demanant entrada lliure a port." | |  |
|         | R (Romeo)             | "Rebut senyals; cedint precedència de pas; podeu creuar per davant." (compareu amb X = atureu maniobres i espereu els nostres senyals!)                            | Amb un o més numerals, distància en milles nàutiques.                                                                                  |  |
|         | S (Sierra)            | "Nau maniobrant cap enrere." També es pot indicar amb tocs de sirena en codi Morse.                                                                                | Amb un o més numerals, velocitat en nusos.                                                                                             |  |
|         | T (Tango)             | En vaixells de pesca: "Pescant a ròssec en parella; cal mantenir-se apartat."                                                                                      | Amb quatre numerals, hora local (dos xifres d'hora i dos de minuts).                                                                   |  |
|         | U (Uniform)           | "Us dirigiu a un perill!" | |  |
|         | V (Victor)            | "Demanant assistència." | Amb un o més numerals, velocitat en km/h.                                                                                              |  |
|         | W (Whiskey)           | "Demanant assistència mèdica." | |  |
|         | X (Xray)              | "Atureu maniobres i espereu els nostres senyals!" (compareu amb R = rebut senyals)                                                                                 | |  |
|         | Y (Yankee)            | "Nau maniobrant enrere per fixar l'àncora." | |  |
|         | Z (Zulu)              | "Demanant remolcador." En vaixells de pesca: "Calant les xarxes." (és a dir, deixant-les anar) (compareu amb G = recollint les xarxes)                             | Amb un o més numerals, hora (UTC). (dos xifres d'hora i dos de minuts)                                                                 |  |

## Banderes numerals
| Tipus     | 0    | 1 | 2   | 3    | 4      | 5    | 6   | 7   | 8    | 9   |
| Obsoletes | Zero | U | Dos | Tres | Quatre | Cinc | Sis | Set | Vuit | Nou |
| Modernes  | Zero | U | Dos | Tres | Quatre | Cinc | Sis | Set | Vuit | Nou |

## Altres banderes
| 1a repetidora | 2a repetidora | 3a repetidora | 4a repetidora | Rebut o final de missatge |
| 1a repetidora | 2a repetidora | 3a repetidora | 4a repetidora | Rebut o final de missatge |

Les banderes repetidores serveixen per poder repetir els senyals anteriors, tot lletrejant paraules, sense necessitat de tenir més d'un joc de banderes.